# Жан-Батіст Бютерн
Жан-Батіст Бютерн (фр. Jean-Baptiste Buterne, приблизно 1650, Тулуза — 28 березня 1727, Париж) — французький органіст.

## Біографія
Його батько, Жан Бютерн був органістом.
Жан-Баптіст призначається органістом у церкві Сент-Етьєн-дю-Мон в Парижі у 1674 році. У 1726 році він покидає цей пост (замість нього його займає Клод-Ніколя Енґрен).